# Sbor dobrovolných hasičů Kamberk
Sbor dobrovolných hasičů Kamberk je hasičský sbor v obci Kamberk. Založen byl v roce 1878 místním farářem Karlem Smetanou a obchodníkem Františkem Maškem a patří k nejstarším sborům v Čechách. 
K starším sborům v tomto hasičském okrsku patří pouze sbor dobrovolných hasičů města Vlašimi. Sbor Načeradce byl založen o 8 let později a sbor Louňovic o 9 let později. Ve vedení sboru v Kamberku se vystřídalo 14 velitelů. Sbor vlastní dvě plně funkční historické ruční stříkačky, z nichž starší je vystavena v expozici hasičského muzea v Přibyslavi. Druhá stříkačka vyrobená smíchovskou firmou R. A. Smekal v roce 1889 je stále ve výzbroji sboru a jezdí na soutěže historických ručních stříkaček.Sbor se také pyšní vlastním historickým praporem z roku 1882. Mezi současné vybavení patří dvě PS 12 bez úprav v originálním stavu. Na soutěžích požárního sportu však tato stříkačka nestačí, protože spousta sborů si stroje upravuje na vyšší výkon, což odporuje pravidlům. Sbor má ve správě 3 obecní rybníky (Podhorník a dva rybníky v Předbořicích). Sbor každoročně pořádá veřejný výlov a rybářské závody na rybníce Podhorník a tradiční hasičský ples. 